# NGC 7533
NGC 7533 је лентикуларна галаксија у сазвежђу Рибе која се налази на NGC листи објеката дубоког неба.
Деклинација објекта је - 2° 2' 0" а ректасцензија 23h 14m 22,0s. Привидна величина (магнитуда) објекта NGC 7533 износи 14,9 а фотографска магнитуда 15,8. NGC 7533 је још познат и под ознакама CGCG 380-13, NPM1G -02.0507, PGC 70778.